# Piwo Roku
Piwo Roku Bractwa Piwnego – najwyższe wyróżnienie przyznawane dla najlepszego piwa danego roku przez Towarzystwo Promocji Kultury Piwa Bractwo Piwne. Laureat tytułu oraz związanego z nim medalu Piwo Roku wyłaniany jest na podstawie wyników wszystkich ogólnopolskich konkursów piwnych danego roku. Piwo, które najczęściej zwycięża honorowane jest medalem Piwo Roku.

## Nagrodzone piwa

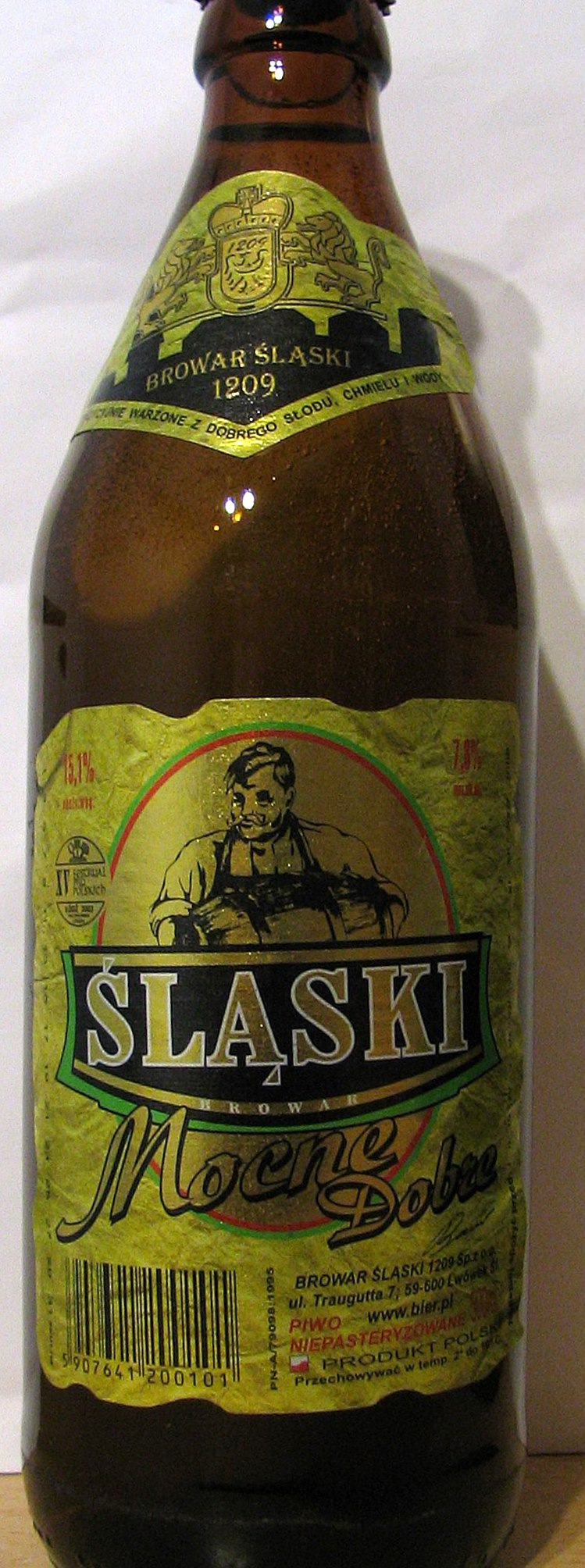
Butelka piwa Mocne Dobre

Tytuł Piwa Roku otrzymały następujące piwa:
- Piwo Roku 2015: Miodne, Browar Kormoran[2]
- Piwo Roku 2014: American IPA, Browar Kormoran
- Piwo Roku 2013: Książęce Ciemne Łagodne, Kompania Piwowarska
- Piwo Roku 2012: Żywiec Porter, Bracki Browar Zamkowy w Cieszynie[3]
- Piwo Roku 2011: Ciechan Mocne, Browar Ciechan[4]
- Piwo Roku 2010: Grand Imperial Porter, Browar Amber[5]
- Piwo Roku 2009: Ciechan Miodowe, Browar Ciechan
- Piwo Roku 2008: Magnus, Browar Jagiełło
- Piwo Roku 2007: Irlandzkie Mocne, Krajan Browary Kujawsko-Pomorskie
- Piwo Roku 2006: Porter Strzelec, Browar Jędrzejów
- Piwo Roku 2005: Perła Mocna, Perła – Browary Lubelskie
- Piwo Roku 2004: Mocne Dobre, Browar Śląski 1209
- Piwo Roku 2003: Kasztelan Jasne Pełne, Browar Kasztelan
- Piwo Roku 2002: Mocne Dobre, Browar Śląski 1209
- Piwo Roku 2001: Mocne Dobre, Browar Śląski 1209